# Угода століття
Угода століття (англ. Deal of the Century) — американська комедія 1983 року.

## Сюжет
Торговці зброєю збираються вигідно продати кілька великих партій диктаторам з Південної Африки. Щоб угода відбулася, продавці починають будувати складні відносини, підлаштовуючись під запити покупців, намагаючись сподобатися замовнику. Але все ускладнюється, коли торговець зброєю Едді Манц закохується в свою конкурентку.

## У ролях
| Актор                 | Роль                |
| --------------------- | ------------------- |
| Чеві Чейз             | Едді Манц           |
| Сігурні Вівер         | Кетрін Девото       |
| Грегорі Гайнс         | Рей Кастернак       |
| Вінс Едвардс          | Френк Страйкер      |
| Вільям Маркес         | генерал Кордоза     |
| Едуардо Рікард        | полковник Сальгадо  |
| Річард Герд           | Лайл                |
| Грем Джарвіс          | Бейберс             |
| Воллес Шоун           | Гарольд Девото      |
| Ренді Брукс           | міс Делла Роза      |
| Еббі Роу Сміт         | Боб                 |
| Річард Лібертіні      | Масаггі             |
| Дж.В. Сміт            | Вілл                |
| Карменкрістіна Морено | співачка            |
| Чарльз Левін          | доктор Рехтін       |
| Пепе Серна            | Вардіс              |
| Вільфредо Ернандес    | Рохас               |
| Джон Дейві            | пілот на екрані     |
| Мігель Пінеро         | Моліно              |
| Моріс Марсак          | француз             |
| Трейсі Волтер         | комп'ютерний технік |